# ESP² - Fenomeni paranormali
ESP² - Fenomeni paranormali (Grave Encounters 2) è un film del 2012 diretto da John Poliquin.
Il soggetto è dei The Vicious Brothers. Si tratta del sequel di ESP - Fenomeni paranormali, film appunto del duo Vicious Brothers, uscito nel 2011.

## Trama
Alex Wright, studente di cinematografia appassionato di Horror, dopo aver pubblicato su YouTube una recensione negativa sul film ESP - Fenomeni paranormali, riceve una e-mail contenente il link ad un video raffigurante Lance Preston, membro della troupe televisiva protagonista del film, imprigionato dentro una delle stanze dell'istituto psichiatrico mostrato nel film. Il video gli è stato inviato da un misterioso blogger che si fa chiamare "La morte ti aspetta" (DeathAwaits666). Spinto da altri messaggi dell'utente misterioso, Alex fa una ricerca sulla vita reale di Sean Rogerson e scopre che esistono pochissime informazioni su di lui, ma anche sul resto del cast e della troupe, e che tutte le persone coinvolte sono morte o scomparse. Ormai ossessionato dallo scoprire la verità, riesce finalmente a rintracciare il produttore, Jerry Hartfeld, il quale gli rivela che gli eventi del film in questione sono effettivamente reali e che l'istituto psichiatrico del film si trova a poche ore di macchina dal suo campus.
Determinato a scoprire la verità, lui e quattro amici (Tessa, Jared, Jennifer e Trevor) si dirigono sul posto, dove l'utente "La morte ti aspetta" ha dato loro appuntamento. Armati di videocamere appartenenti alla loro scuola di cinema, entrano nella struttura e cominciano una nuova investigazione paranormale. Qui scoprono che "La morte ti aspetta" non è una persona, ma un'entità, con la quale comunicano con una tavola ouija incisa sul tavolo al centro della stanza in cui aveva dato loro appuntamento. Tramite la tavola, l'entità chiede loro di filmare tutto quanto, pochi istanti prima di rovesciare il tavolo, facendoli fuggire terrorizzati. Il gruppo decide di andar via, ma Alex insiste nel recuperare le telecamere in precedenza posizionate nell'ospedale. Così, Jared va su per il quarto piano, dove viene scaraventato fuori da una finestra da una forza invisibile. Poco dopo Tessa, separata dagli altri, si ritrova in un lungo corridoio dove viene uccisa dall'entità, che le schiaccia il cranio.
Continuando a vagare, i tre rimasti si imbattono in Lance Preston, ancora vivo ma in condizioni psicologiche irrecuperabili, essendo rimasto bloccato all'interno dell'ospedale per quasi dieci anni (cosa un po' incongruente poiché Lance, alla fine del primo film, disse che avendo fatto l'operezione, poteva finalmente tornare a casa). Lance spiega che il direttore del manicomio Friedkin compì un rituale satanico, aprendo così un varco tra il mondo umano e quello degli spiriti, facendo uscire delle entità (cosa già accennata alla fine del primo film dove l'inquadratura di Lance mostra un cerchio di magia nera nel laboratorio di Friedkin). L'ospedale psichiatrico si è così trasformato in un portale, divenendo un luogo di confine fra le due dimensioni. Successivamente, l'uomo mostra loro un'alta porta rossa al centro di un corridoio, asserendo che deve essere l'uscita, ma è bloccata da spesse catene. Lance asserisce che la porta fu creata tempo addietro da Friedkin per permettere di uscire dall'ospedale quando questo venne infestato dalle entità. Subito non viene creduto, anche perché la porta è finta: piazzata al centro dell’ambiente, non sembra portare da nessuna parte, ma, pur non fidandosi, i ragazzi decidono di dargli credito.  Dopo aver scoperto che tra l'attrezzatura del gruppo vi erano delle grosse tenaglie, Lance li aiuta a recuperarle servendosi di una mappa; spiega di avere percorso ed esplorato l'intero ospedale psichiatrico alla ricerca di una via d'uscita, oltre a quella della porta rossa, e che esso è divenuto un edificio polimorfico che si modifica di continuo e che, nonostante le apparenze esterne, lì dove si trovano loro raggiunge dimensioni molto più estese, ma è stato in grado di mappare alcuni schemi di esso. Il gruppo riesce così a raggiungere il corridoio trovando le tenaglie per le catene. Mentre Alex e Jennifer dormono, Trevor viene strangolato a morte nei bagni da Lance, che gli chiede scusa, giustificandosi che è stata l'entità stessa del manicomio a dirgli di farlo. Poco dopo riesce a mettersi in contatto con l'entità, che gli dice che sarà libero se "finirà il film". Così recupera le telecamere della sua vecchia troupe e poi tenta di prendere le registrazioni anche dei "nuovi arrivati", ma viene portato via da una voragine apertasi in una parete. Alex, nel frattempo, si è reso conto che Lance stava dicendo la verità su come uscire. Decide quindi di uccidere Jennifer fracassandogli il viso con la videocamera. Poi guarda l'obiettivo rivolgendosi direttamente all'entità, e agli spiriti dell'edificio promette di finire il film e che tutti quanti lo guarderanno. Quindi, raccolte tutte le videocamere, attraversa la porta rossa che forma un portale e si ritrova nel mondo esterno, ora che lui è l'unico sopravvissuto e ha promesso di finire il film.
Alex viene quindi mostrato in giro per le strade di Los Angeles, dove viene arrestato. L'ultima scena mostra che il filmato è stato reso un film, con il produttore Jerry Hartfield, il quale loda il talento di Alex per il cinema e rassicura il pubblico che tutto quello che hanno visto è pura finzione. Inoltre Alex allerta il pubblico dicendo di non avvicinarsi assolutamente a quel manicomio, spiegando che lì dentro non troveranno niente.
Dopo i titoli di coda appare un’ultima scena, in cui le attrici che hanno interpretato Jennifer e Tessa conversano delle loro preferenze sui membri maschili del cast.

## Produzione
Alla fine del film, per un solo fotogramma, su sfondo nero appaiono dei numeri che sono le coordinate dell’ospedale psichiatrico dove è stato girato il film ‘49, 14, 122, 48’.
Grazie alla tecnica del falso documentario (utilizzata anche in Cannibal Holocaust, Paranormal Activity, The Blair Witch Project e molti altri), come nel film precedente, la pellicola è stata prodotta a costi molto limitati (solo 100000 $).

## Distribuzione
Il film è uscito ad ottobre 2012 in America, mentre in Italia l'uscita era inizialmente prevista per il 18 luglio 2013, ma la M2 Pictures l'ha rinviata al 1º agosto 2013.